# Latvijas Televīzija
Latvijas Televīzija, vaak afgekort als LTV, is de publieke televisieomroep van Letland.

## Geschiedenis
LTV begon haar uitzendingen op 6 november 1954. Het televisiecentrum in Riga was het vierde televisiecentrum van de Sovjet-Unie, na Moskou, Kiev en Sint-Petersburg. De eerste uitzending bevatte een Letse film. Vanaf 19 maart 1958 wordt het dagelijkse nieuwsprogramma Panorama uitgezonden op de zender.
Vanaf 1974 zond de omroep in kleur (SECAM) uit en vanaf 1998 in PAL.
Na het uiteenvallen van de Sovjet-Unie weigerde de Letse omroep om in het Russisch uit te zenden. Voor de Russisch sprekende minderheid kwam het kanaal LTV 2 (later LTV 7), waar 25% van de reguliere uitzendingen in het Russisch zijn.
Per 1 januari 1993 werd de omroep samen met Latvijas Radio lid van de Europese Radio-unie, waardoor het ook mocht deelnemen aan het Eurovisiesongfestival. Na de winst op het Eurovisiesongfestival 2002, was de omroep gastomroep tijdens het Eurovisiesongfestival 2003. Latvijas Televīzija was tevens de gastomroep tijdens het Wereldkampioenschap ijshockey voor A-landen 2006.
Op 9 januari 2013 werd bekendgemaakt dat er plannen zijn om Latvijas Radio en Latvijas Televīzija in 2025 samen te voegen tot één omroep.

## Kanalen

### Televisiezenders
- LTV 1
- LTV 7